# Società Sportiva Felice Scandone
La Società Sportiva Felice Scandone è un club italiano di pallacanestro della città di Avellino.
Fondata nel 1948, ha disputato dalla stagione 2000-01 alla stagione 2018-2019 la massima serie e nel suo palmarès vanta la vittoria della Coppa Italia 2008.

## Storia

### Gli inizi
La Società Sportiva Felice Scandone è stata fondata il 1º luglio del 1948 dal prof. Guido Troncone, il quale la chiamò inizialmente Forza e Coraggio. La società riuniva i giovani praticanti avellinesi della palla a spicchi. Come campo di gioco veniva utilizzata la palestra e il campo all'aperto dell'Istituto Tecnico Commerciale sito nella centrale Via de Concilii di Avellino.
Nel 1950 la squadra venne affiliata alla Libertas Avellino, un'altra società irpina. L'anno successivo il team venne affidato dal CONI al prof. Fausto Grimaldi, che decise di assegnare alla società il nome di Felice Scandone, giornalista napoletano di origini irpine morto in guerra nel 1940. Nel 1966 arriva la fusione con un'altra formazione avellinese, il CSI-Cestistica Irpina, legata al nome di uno degli avellinesi che più si è speso per la pallacanestro, Ciro Melillo. Nel 1973-74, dopo una complessa querelle sportivo-giuridica, la Scandone viene ammessa al campionato di serie B. La stagione si chiude con la retrocessione, dando inizio ad una lenta discesa verso le serie minori, fino al torneo di prima divisione nel 1978. Nel 1979 riceve in prestito dalla Virtus Avellino di Gianfranco Venga 10 atleti con i quali si iscrive e partecipa al campionato di promozione maschile che vince. Per due anni Gianfranco Venga funge da Direttore Sportivo e la squadra vince i campionati di promozione e serie D e comincia la risalita, grazie a rinnovati investimenti e nuove figure nello staff dirigenziale; fra di esse vanno ricordate quelle di Alfonso De Angelis, presidente fino alla B2 (1986-87), Angelo Bellucci (Direttore Sportivo) e Menotti Sanfilippo, che ricoprirà diversi incarichi e lascerà la Società una prima volta nel 1991, rientrerà nel 1994, per andar via nuovamente dopo la salvezza nel campionato di Lega 1 del 2006-07.

### Anni ottanta
L'ascesa verso i campionati professionistici inizia con la conquista della serie C2 nel 1984 dopo un tirato play-off col Corato, con la guida di Massimo Vicario; fra gli atleti principali si ricordano Angelo Arena, Marco Braccalenti, Giovanni Montella, Ugo Tesone, Maurizio Cozzolino, Italo Cucciniello (ex giocatore della "Virtus Avellino"), Ciro Petretta , Pino Ferrara,Mimmo Bellizzi,  quest'ultimo ingaggiato dalla "USSA Nova" di Avellino. L'anno successivo conquista la serie C1 al termine dei play-off col Battipaglia. Hanno avuto un notevole rilievo in questa promozione l'allenatore Enzo Parisi, reduce da importanti stagioni in A1 femminile e Vito Fabris, atleta con trascorsi di serie A e di Nazionale sperimentale, che risulterà essere il capocannoniere del torneo con oltre trenta punti a partita; con lui anche Maurizio Zorzi, un trio proveniente dalle giovanili di Caserta (Guido Gentile, Ciro Morgillo e Salvatore Di Palma) e i riconfermati Arena,Ferrara, Bellizzi e Tesone. Nel 1985-86, anno di riforma di campionati, la squadra, guidata sempre da Parisi, ottiene il passaggio alla B2: ne fanno parte, oltre a Zorzi, Tesone, Morgillo,Ferrara, Bellizzi i nuovi acquisti Piergiorgio Gori, Robertino Bardini, Claudio Papitto, Roberto Paliani, Giuseppe Aprea, Matteo Totaro e Vito Lepore. Dopo un anno di transizione (1986-87) sempre con Parisi coach (fra i volti nuovi Bisanzon, Caruso, Mazzitelli e Valentino), si realizza una rivoluzione societaria (1987-88): a torneo iniziato e dopo otto sconfitte consecutive, giunge l'imprenditore Alessandro Abate che assume il ruolo di presidente e ingaggia come allenatore Claudio Bardini, un tecnico fra i più prestigiosi del momento, con recenti trascorsi in serie A (Mestre, Udine). Ritorna Mimmo Bellizzi, che aveva lasciato la squadra l'anno prima per tornare all'USSA Nova e viene investito dal nuovo coach non di un ruolo di semplice atleta ma di vero uomo-spogliatoio. Il nuovo presidente ingaggia nel mercato autunnale anche la guardia Claudio Bulgarelli, il play Pasquale Di Terlizzi, e l'ala Roberto Franceschi, che si affiancano ai reduci Totaro, Mazzitelli, Lepore e Morgillo; la rincorsa verso la salvezza si concluderà solo all'ultima giornata con la vittoria sul parquet di Avellino contro il Cefalù, sconfitto e scavalcato dagli irpini. L'anno dopo Bardini, rimasto malgrado molte richieste da società di serie superiore, chiede di ritoccare la formazione con due soli innesti: la guardia Emmanuele Vio (da Udine) e l'ala-pivot Piero Coen (da Ancona); la Scandone domina la stagione regolare e si gioca la promozione in B1 ai play off: la Scandone riesce a far sue le gare contro Ancona (in semifinale) e, in finale, contro Matera ottenendo la serie B1 nel maggio 1989. Mentre la Società sta programmando la nuova stagione, in un terribile incidente stradale a Trapani dove si trovava in vacanza, perde la vita uno degli artefici della promozione, il venticinquenne Vito Lepore. A lui verrà dedicata una Scuola Basket, nata dall'impegno di Ciro Melillo (nel frattempo uscito dalla Scandone per divergenze con altri dirigenti), del preparatore atletico Francesco Capolupo e del compagno di squadra Mimmo Bellizzi, che con Vito divideva sempre la stanza d'albergo nelle gare in trasferta.

### Anni novanta
Nel 1989-90 Bardini ritorna in serie A1 (Desio) e al suo posto, per guidare la squadra in B1, giunge dalla stessa società Romano Petitti. La squadra viene consolidata con l'innesto di atleti di esperienza come Andrea Masini (che sarà capocannoniere del torneo), Stefano Bramati, Fabio Colombo e Mauro Piccoli. Si sfiora l'accesso ai play off, traguardo mancato di poco anche l'anno dopo (1990-91), con nuovamente Claudio Bardini nelle vesti di head coach. Nell'estate 1991 si registra una nuova crisi societaria: Abate decide un progressivo disimpegno, Bardini lascia nuovamente e con lui diversi atleti (Coen, Negri, Bramati). Per scongiurare l'ipotesi di una cessione del titolo sportivo, Ciro Melillo rientra nel ruolo di segretario, e con lui Mimmo Bellizzi in qualità di team manager. Vengono ingaggiati il pivot Stefano Bechini, l'ala Mauro Mazzoleni (che andrà via in autunno) e successivamente l'ala Sergio Zucchi e la guardia Maurizio Ferro. La guida tecnica va al giovane coach Mario D'Angelo che verrà poi sostituito dall'avellinese Rino "Baffone" Persico. Malgrado varie vicissitudini e gravi problematiche societarie la squadra è in corsa fino all'ultimo per la salvezza, ma all'ultima gara cede in casa del Ragusa e torna in B2. Il ritorno nella prima serie cadetta della Scandone avviene nel 1995, con lo sponsor Italnova Cucine.
L'arrivo tra i professionisti arriva al termine della stagione 1996-97, quando l'allora Pasta Baronia, allenata dall'avellinese Gianluca Tucci, batte in uno spareggio la Gaverina Bergamo allenata da Carlo Recalcati.

### La Serie A
La promozione in massima serie arriva nel 2000, al terzo anno di A2. La De Vizia Avellino di coach Luca Dalmonte terza al termine della stagione regolare, batte nella finale play-off la Aurora Jesi, con una partita, quella del definitivo 3-1 in trasferta (80-83, Jesi 25 maggio 2000), conquistata grazie ad una tripla da metà campo allo scadere di Claudio Capone che vale la massima serie. Retrocessa in Legadue nel 2006, viene però ripescata per il contemporaneo fallimento del Roseto Basket. Per la prima volta nella sua storia, Avellino ottiene durante la stagione 2007-08, contrassegnata dall'ingresso in società della famiglia Ercolino, l'accesso alla Final Eight di Coppa Italia. Conquista il trofeo superando in finale la Virtus Bologna con il risultato di 73-67(dopo aver battuto Montegranaro ai quarti e Biella in semifinale). Al termine della stagione regolare conquista il terzo posto in classifica, raggiungendo per la prima volta la partecipazione ai play-off scudetto. Il 15 maggio 2008 battendo Capo d'Orlando, ottiene la qualificazione alle semifinali, forte del 3 a 0 ottenuto ai quarti di finale. Ottiene, inoltre, l'accesso all'Eurolega. Nel turno successivo affronta la Lottomatica Roma risultando sconfitta con il punteggio complessivo di 3 a 0. Al termine della stagione l'head coach Matteo Boniciolli, eletto nel frattempo migliore allenatore dell'anno, lascia l'incarico. La stagione seguente viene scelto come allenatore Zare Markovski. La squadra viene completamente rivoluzionata rispetto alla stagione precedente della quale vengono confermati solo Nikola Radulović ed Eric Williams. La stagione termina con l'eliminazione alla fase a gironi dell'Eurolega con tre vittorie (Málaga, Le Mans e Zagabria) su 10 incontri disputati.

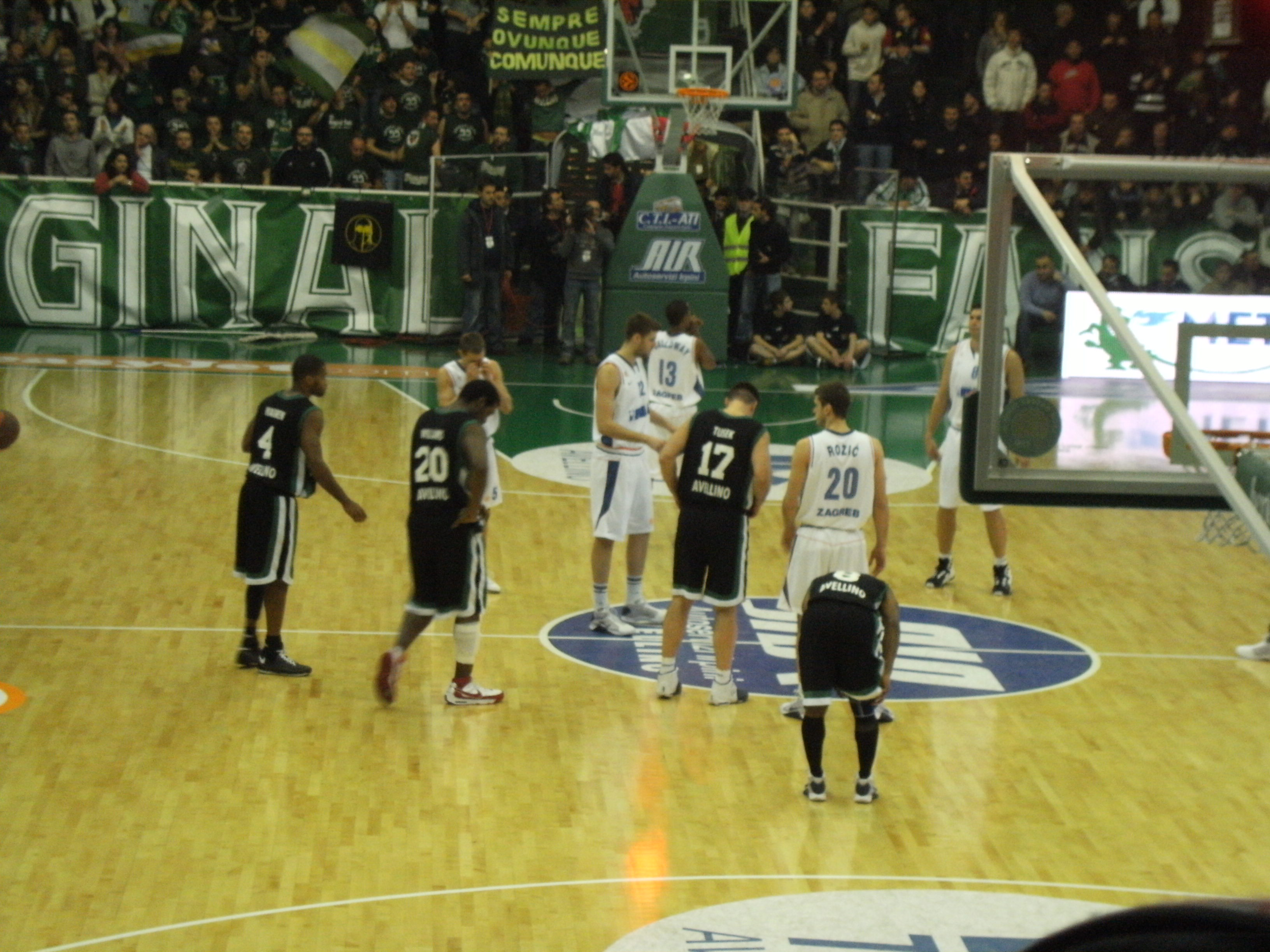
Air Avellino-Cibona Zagabria

In Coppa Italia la Scandone viene sconfitta da Teramo ai quarti di finale. La stagione regolare si chiude con l'undicesima posizione in classifica (13 vittorie e 17 sconfitte). L'anno seguente viene nominato allenatore Cesare Pancotto. La stagione è caratterizzata dal rendimento altalenante della squadra, nuovamente rinnovata nella sua totalità. Forte di 6 vittorie nei primi 6 incontri disputati che la vedono appaiata a Siena in testa alla classifica, subisce 5 sconfitte consecutive che fanno scivolare la Scandone al 7 settimo posto. Gli incontri successivi, che vedono l'alternarsi di vittorie e sconfitte, bloccano la squadra nella parte centrale della classifica (7-9 posto). Dopo un'indiretta sfida con Teramo in ottica play-off, l'Air ne risulta esclusa a causa della sconfitta nell'incontro conclusivo della stagione regolare con Cremona. La Coppa Italia, disputata per la prima volta al Palasport Giacomo Del Mauro, vede la conquista delle semifinali da parte di Avellino dopo la vittoria con Milano. La Scandone viene, però, sconfitta da Bologna, la squadra che aveva superato due anni prima in finale risultando vincitrice della competizione. La stagione 2010-2011 inizia con la conferma di Szymon Szewczyk, Roberto Casoli, Chevon Troutman, la nomina di Francesco Vitucci come allenatore ed i ritorni di Tonino Zorzi come Senior Assistant e Marques Green, entrambi tesserati al momento della vittoria della Coppa Italia 2008. Si aggiungono al roster i nuovi acquisti Omar Thomas, Taquan Dean, Valerio Spinelli, Linton Johnson e Merab Bokolishvili, aggregato alla formazione Under19. Dal 28 settembre si aggiunge al roster della stagione Alessandro Infanti, già aggregato alla squadra in occasione delle amichevoli precampionato. Il 4 marzo Giuseppe Sampietro viene nominato nuovo Amministratore Unico societario, subentrando ai dimissionari Vincenzo e Luigi Ercolino. La stagione sportiva è, inoltre, caratterizzata dagli infortuni occorsi a Chevon Troutman (rottura del legamento crociato del ginocchio destro e stagione terminata) e Taquan Dean (fermo da febbraio, rientra in occasione della penultima gara di campionato) ai quali se ne aggiungono altri di minore entità che, comunque, hanno ridotto la possibilità di rotazione dei giocatori nel corso dell'intero girone di ritorno. Il girone d'andata termina con il club in 7ª posizione in classifica a 14 punti derivanti da 7 vittorie e 8 sconfitte (2 punti in meno rispetto alla stagione precedente e 79,3 punti di media ad incontro). La Scandone ottiene la qualificazione alla Coppa Italia, venendo eliminata da Cantù in semininale (82-65 a favore della formazione lombarda) dopo avere superato ai quarti di finale Milano. Nel corso dell'incontro con Milano, Marques Green fa registrare il record assoluto di assist (20) delle Final Eight e del Campionato italiano. La stagione regolare termina con il club in 4ª posizione con 32 punti (8 in più della precedente stagione, 82,3 punti effettuati e 79,3 subiti in media). Il 16 maggio Omar Thomas viene eletto MVP della stagione regolare. La Scandone ottiene la qualificazione ai play-off dove viene eliminata da Treviso che chiude la serie sul 3-1, ponendo fine alla stagione della formazione irpina, conclusa in 4ª posizione. Considerato il piazzamento al termine della stagione, Avellino si qualifica al turno preliminare di EuroCup, alla quale rinuncia a partecipare a causa del dispendio in termini economici e atletici.
Il 14 luglio viene ufficializzato l'accordo di sponsorizzazione con il "Gruppo Sidigas" (che prende il posto della AIR) a partire dalla stagione 2011-2012. Dal punto di vista sportivo vengono confermati Linton Johnson, Szymon Szewczyk, Chevon Troutman, Taquan Dean e Alessandro Infanti che si aggiungono a Marques Green, Valerio Spinelli e Dimitri Lauwers ancora sotto contratto. L'8 agosto 2011 viene ufficializzato l'acquisto di Domen Lorbek, che andrà a completare il quintetto base (affetto da fascite plantare, viene tesserato il 9 novembre. Ripresosi dall'infortunio, rescinde di comune accordo il contratto con la società) e, successivamente, di Mattia Soloperto, che chiude il mercato della Scandone. Il 10 agosto Gianluca Tucci viene nominato assistente allenatore, in sostituzione di Tonino Zorzi. Il 2 ottobre viene ufficializzata la risoluzione del contratto con Szymon Szewczyk e l'ingaggio di Viktor Gaddefors (in prestito da Bologna), già aggregato alla squadra in occasione del precampionato. Il 5 ottobre vengono ufficializzati gli ingaggi di Jurica Golemac e Maurizio Ferrara. L'11 ottobre viene ufficializzato il trasferimento di Chevon Troutman (al quale è stato inizialmente negato il nullaosta internazionale, necessario per il tesseramento) al Bayern Monaco e il 18 ottobre l'acquisto di Ron Slay. Il 17 dicembre il Consiglio Federale, considerata la relazione della Comtec (società che verifica la situazione giuridico-contabile delle squadre affiliate FIP) ed ai sensi del regolamento federale, sanziona Avellino con un'ammenda di 45.000 € e il blocco dei tesseramenti. Il club conclude il girone di andata in sesta posizione a 18 punti, accedendo ai quarti di finale di Coppa Italia dove viene sconfitto, il 17 febbraio, da Cantù con il punteggio di 99-70. Non prende parte all'incontro l'infortunato Dean che, insieme a Spinelli, salterà parte del girone di ritorno. Avellino conclude il campionato in nona posizione a 30 punti. Nel corso dell'ultimo incontro vinto dalla formazione irpina contro Venezia, Marques Green supera Larry Middleton nella classifica dei migliori marcatori della Scandone.
La stagione 2012-2013 si apre con l'ufficializzazione dell'entrata in società della Sidigas, il main-sponsor della squadra. Nel mese di giugno Giorgio Valli sostituisce Francesco Vitucci alla guida tecnica della squadra. Del roster della stagione precedente vengono confermati solo Linton Johnson (nel corso dell'incontro con Cremona valido per la 4ª giornata del girone di ritorno, riporta uno stiramento del legamento collaterale mediale del ginocchio destro) e Valerio Spinelli ai quali si aggiungono Dwight Hardy (non convocato dalla 16ª giornata, il 15 marzo rescinde il contratto), Jeremy Richardson, Nikola Dragović, Ndudi Ebi (non convocato dalla 12ª giornata, il 5 febbraio rescinde il contratto con la società), Chris Warren (che torna in Irpinia dopo l'esperienza della stagione 2008-09. Non convocato dalla 10ª giornata), Paul Biligha e Nicholas Crow (entrambi alla prima esperienza in massima serie), Mustafa Shakur (non convocato dalla 18ª giornata, l'8 marzo rescinde il contratto), Dan Mavraides (già aggregato alla squadra in occasione delle amichevoli precampionato), Taquan Dean, che il 27 novembre firma con la società irpina e, dal 20 dicembre, Kalojan Ivanov. Dal 25 gennaio si aggiunge al roster Jaka Lakovič, il 1 febbraio Jimmie Hunter e il 22 febbraio Brandon Brown. Il 13 novembre, complice l'andamento negativo della squadra in campionato (2 vittorie e 5 sconfitte), viene annunciata la risoluzione del contratto con Giorgio Valli. Il 17 novembre Gianluca Tucci viene nominato capo allenatore fino al termine della stagione. Il 17 gennaio 2013 Cesare Pancotto subentra al dimissionario Gianluca Tucci (che torna a ricoprire il ruolo di assistente) alla guida della squadra. La Scandone termina il campionato in 10ª posizione a 26 punti. Il 3 luglio Francesco Vitucci viene nominato allenatore, firmando un contratto biennale. Per quanto riguarda l'aspetto sportivo, vengono confermati Biligha, Ivanov, Dragović, Dean, Richardson, Spinelli e Lakovič, unitamente agli ingaggi di Will Thomas, Jarvis Hayes, Daniele Cavaliero (che torna ad Avellino dopo l'esperienza della stagione 2007-2008) e, nel corso del girone di ritorno, Je'Kel Foster, Kieron Achara e Leemire Goldwire. La stagione si conclude con la squadra in 12ª posizione (dopo aver concluso il girone di andata al 9º posto, prima delle squadre escluse dalle Final Eight di coppa Italia), non ottenendo la qualificazione ai play-off. Per la stagione 2014-2015 il roster viene integralmente rinnovato, con la sola conferma di Daniele Cavaliero. La squadra conclude il campionato in 12ª posizione, dopo aver concluso il girone di andata in 8ª posizione. Ottenuta la qualificazione alla Coppa Italia dopo due stagioni di assenza, la squadra viene eliminata ai quarti di finale da Milano. L'anno seguente l'assetto societario viene rinnovato. Il direttore generale Nevola lascia la società, venendo sostituito prima da Valerio Spinelli (che si dimette dopo due settimane) e poi da Nicola Alberani. Dal punto di vista sportivo viene confermato solo Giovanni Severini, al quale si aggiunge Marques Green tesserato nel mese di dicembre. La regular season si conclude con la squadra in 3ª posizione in classifica a 40 punti. Nel corso della stessa la squadra fa registrare il record societario di vittorie consecutive pari a dodici. Riesce, inoltre, a conquistare per la seconda volta la finale di Coppa Italia in cui viene sconfitta da Milano e la qualificazione ai play-off. Dopo aver superato per 3-0 Pistoia, viene sconfitta per 4-3 in semifinale da Reggio Emilia. Al termine della stagione Nicola Alberani viene nominato miglior dirigente, mentre James Nunnally vince il premio di MVP. La stagione 2016/2017 si apre con le conferme di Maarty Leunen, Joe Ragland, Marques Green e Giovanni Severini. Nella prima competizione ufficiale stagionale la Scandone supera Reggio Emilia in semifinale, venendo poi sconfitta in finale da Milano. La squadra disputa, per la seconda volta nella sua storia, una competizione europea. Inserita nel girone D, conclude lo stesso al secondo posto. Ottiene, quindi, la qualificazione agli ottavi di finale in cui affronta Venezia, risultando sconfitta 2-0 al termine della serie. Per quanto riguarda il campionato, il girone di andata si conclude con la squadra in 3ª posizione, ottenendo la qualificazione alla Coppa Italia in cui affronta Sassari. L'incontro si conclude con la vittoria della formazione sarda per 69-68. Al termine del girone di ritorno, Avellino conferma la posizione di classifica, ottenendo la qualificazione ai play-off in cui affronta Reggio Emilia. La serie si conclude con il punteggio di 3-0 a favore della formazione irpina, che in semifinale incontra Venezia. La serie termina 4-2 per la squadra veneta, che accede alla finale contro Trento. Nel 2017-18 la squadra conclude il girone di andata in prima posizione, concludendo poi la stagione regolare con il quarto piazzamento. Viene eliminata in Coppa Italia da Cremona ai quarti di finale, mentre ai play-off viene sconfitta da Trento. In ambito europeo la squadra è eliminata alla fase a gironi della Basketball Champions League, retrocedendo in FIBA Europe Cup. Riesce a conquistare la finale della competizione (la prima europea), venendo però sconfitta da Venezia. 

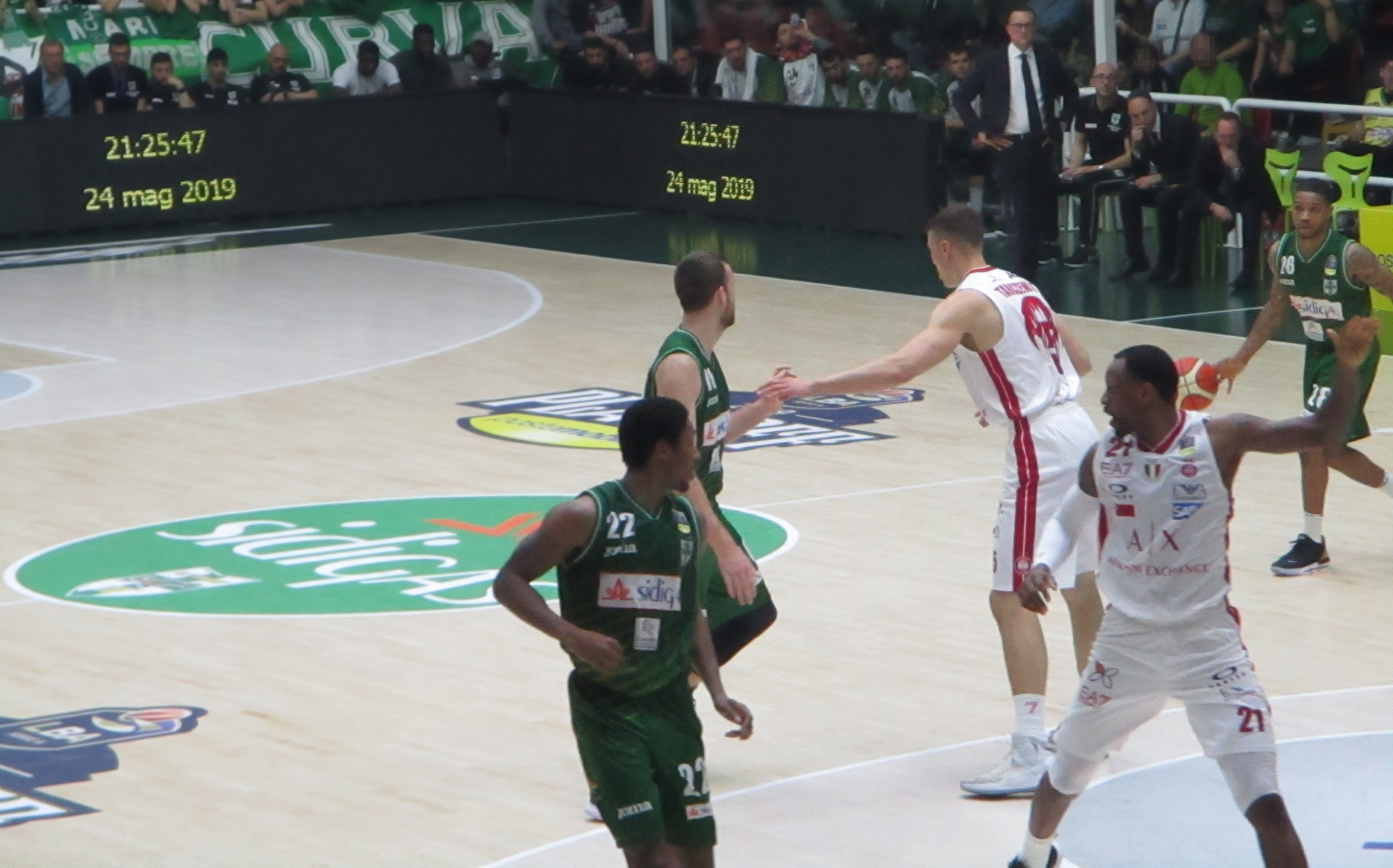
Fase di gioco di gara 4 dei play-off 2018-19 contro Milano

La stagione 2018-2019, caratterizzata dai numerosi infortuni occorsi ai cestisti, è terminata con la squadra in 8ª posizione in campionato, accedendo ai play-off in cui è stata sconfitta in cinque gare da Milano. Il 2º posto al termine del girone di andata, invece, ha garantito la qualificazione alla Coppa Italia in cui è stata sconfitta ai quarti di finale da Brindisi. In ambito europeo ha disputato la Basketball Champions League, vedendo eliminata alla fase a gironi.

### Il ritorno in Serie B e il fallimento
Nel luglio 2019, anche a causa di difficoltà della proprietà, non presenta domanda di iscrizione al campionato 2019-2020. Il 16 luglio il consiglio federale ufficializza l'esclusione dalla massima serie.
Nel mese di luglio Gianluca Festa, sindaco di Avellino in carica ed ex cestista nella prima stagione della società nella massima serie, provvede a versare l'acconto necessario per avviare l'iter di iscrizione al campionato di Serie B. Il 2 settembre viene presentata la fideiussione a saldo della quota prevista per l'iscrizione, in seguito approvata dalla Lega Nazionale Pallacanestro. Il 26 settembre viene nominato il nuovo presidente Gerardo Santoli.
Il 7 aprile 2020 la stagione viene dichiarata anticipatamente conclusa a seguito della pandemia di COVID-19, con la squadra che occupava la penultima posizione di classifica a 10 punti dopo 24 incontri disputati.
La squadra, allenata da Gianluca De Gennaro a cui subentra nel marzo 2021 Rodolfo Robustelli, termina il campionato 2020-21 con la retrocessione in Serie C Gold, avendo concluso la stagione regolare in penultima posizione in classifica (10 punti e 6 di penalizzazione) ed essendo stata sconfitta nei play-out da Reggio Calabria e Virtus Pozzuoli.
Alla fine di luglio è ufficiale il fallimento della società, che non viene iscritta in nessun campionato FIP. 

### Rifondazione
Il 29 luglio 2023 la Scandone annuncia la rifondazione del club, ripartendo dalla serie B interregionale.

## Palazzetto

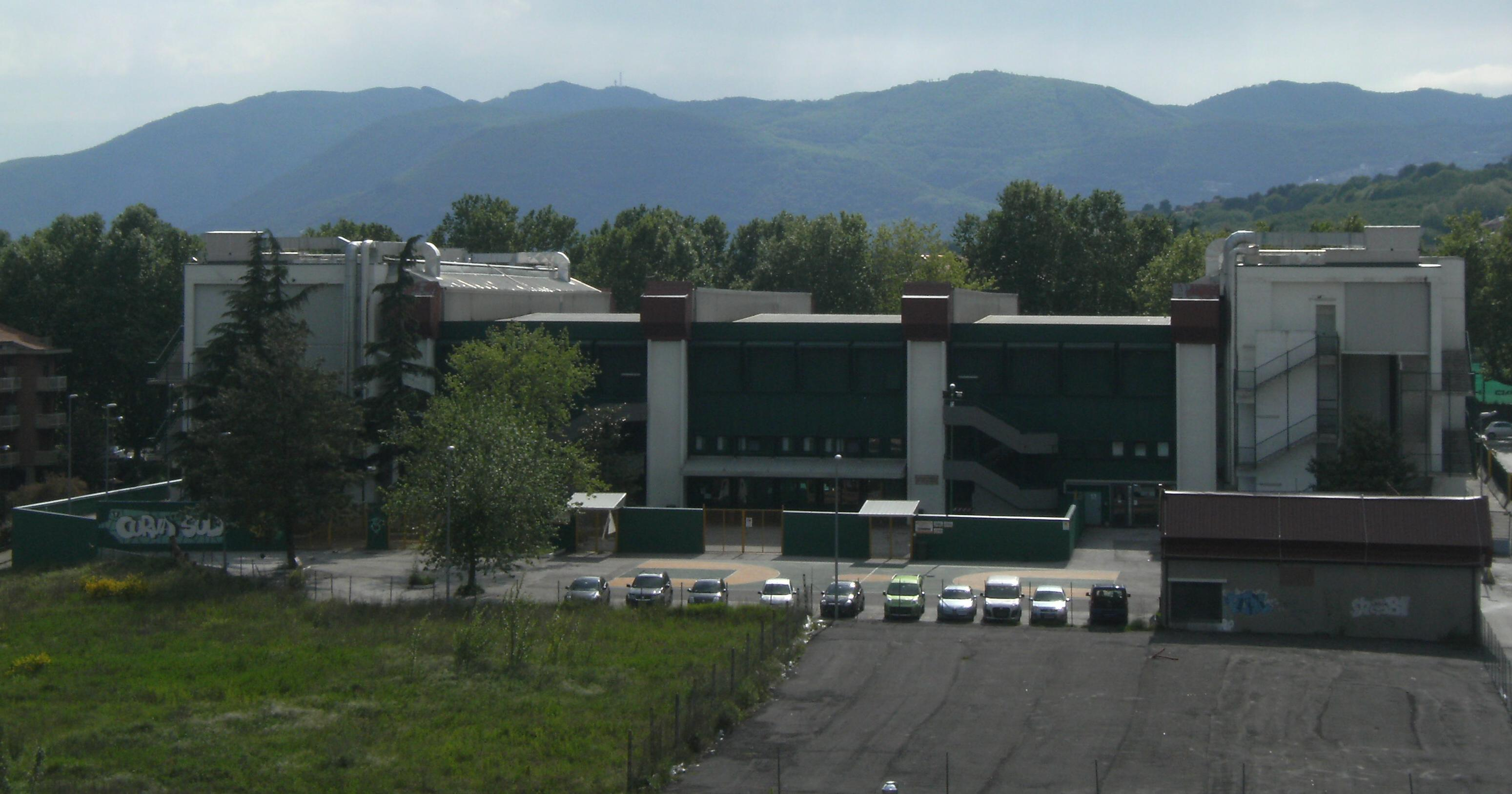
Vista dell'impianto dallo Stadio Partenio

La società disputa le partite casalinghe al Palasport Giacomo Del Mauro. Di proprietà del comune di Avellino, è stato progettato dagli architetti Vincenzo Genovese e Orazio De Cola. Dopo i lavori di ampliamento del 2008, resi necessari per consentire alla Scandone di disputare l'Eurolega, ha una capienza di 5.195 posti, a fronte dei 4000 precedentemente esistenti. L'impianto è ubicato in Contrada Zoccolari, nei pressi dello Stadio Partenio. Successivamente, nel biennio 2018-2019 ha subito una ristrutturazione in vista dell'XXX Universiade, poiché l'impianto venne selezionato per ospitare parte del torneo di pallacanestro.

## Palmarès

### Competizioni nazionali
- Coppa Italia: 1

2008

### Altri piazzamenti
- Campionato Italiano

Semifinale scudetto: 3  (2007-2008, 2015-16, 2016-2017)
- Coppa Italia

Finale: 2 (2008, 2016)
- Supercoppa Italiana

Finale: 2 (2008, 2016)
- Eurolega

Regular season: 1  (2008-2009)
- Basketball Champions League

Ottavi di finale: 1  (2016-2017)
- FIBA Europe Cup

Finale: 1  (2018)

## Partecipazioni ai campionati
| Livello | Categoria              | Partecipazioni | Debutto   | Ultima stagione | Totale |
| 1°      | Serie A1               | 1              | 2000-2001 | 2000-2001       | 19     |
| 1°      | Serie A                | 18             | 2001-2002 | 2018-2019       | 19     |
| 2°      | Serie B                | 1              | 1973-1974 | 1973-1974       | 4      |
| 2°      | Serie A2               | 3              | 1997-1998 | 1999-2000       | 4      |
| 3°      | Serie B d'Eccellenza   | 5              | 1989-1990 | 1996-1997       | 7      |
| 3°      | Serie B                | 2              | 2019-2020 | 2020-2021       | 7      |
| 4°      | Serie B2               | 6              | 1986-1987 | 1994-1995       | 8      |
| 4°      | Serie B Interregionale | 2              | 2023-2024 | 2024-2025       | 8      |
| 5°      | Serie C1               | 1              | 1985-1986 | 1985-1986       | 1      |
| 6°      | Serie C2               | 1              | 1984-1985 | 1984-1985       | 1      |
| 7°      | Serie D                | 3              | 1981-1982 | 1983-1984       | 3      |

## Presidenti e allenatori

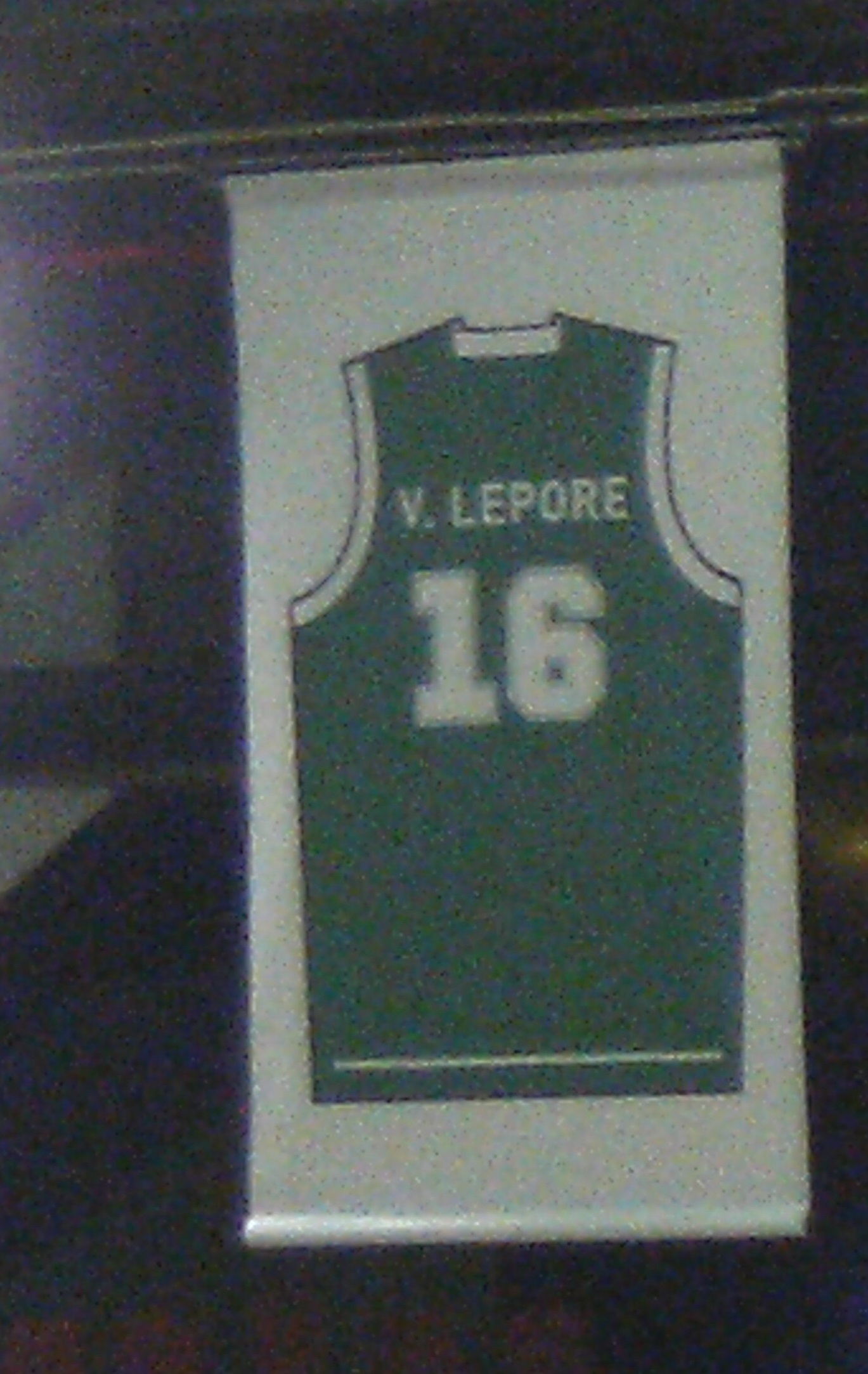
Riproduzione della maglia n°16 appartenuta a Vito Lepore

### Presidenti
- 1998-1999: Umberto Petitto
- 1999-2003: Generoso Benigni
- 2003-2007: Carmine Cardillo
- 2007-2011: Vincenzo Ercolino
- 2011-2019: Giuseppe Sampietro
- 2019: Claudio Mauriello
- 2019-2021: Gerardo Santoli
- 2023-odierno: Marco Trasente

## Cestisti

### Capitani
- 2000-2001: Sergio Mastroianni
- 2001-2002: Sydney Johnson[66]
- 2002-2005: Larry Middleton
- 2005-2006: Patricio Prato[67]
- 2006-2007: Danny Strong
- 2007-2008: Nikola Radulović[68]
- 2008-2009: Peter Lisicky[69]
- 2009-2011: Roberto Casoli[70]
- 2011-2014: Valerio Spinelli[71]
- 2014-2015: Daniele Cavaliero[72]
- 2015-2016: Jānis Blūms[73]
- 2016-2017: Marques Green[74]
- 2017-2018: Maarty Leunen[75]
- 2018-2019: Lorenzo D'Ercole[76]
- 2019-2020: Domenico Marzaioli
- 2023-2025: Fabrizio Trapani

### Numeri ritirati
- Numero 5, appartenuto a Mimmo Bellizzi[77].
- Numero 15, appartenuto a Luigi Valentino[78].
- Numero 16, appartenuto a Vito Lepore[79].

## Sponsor

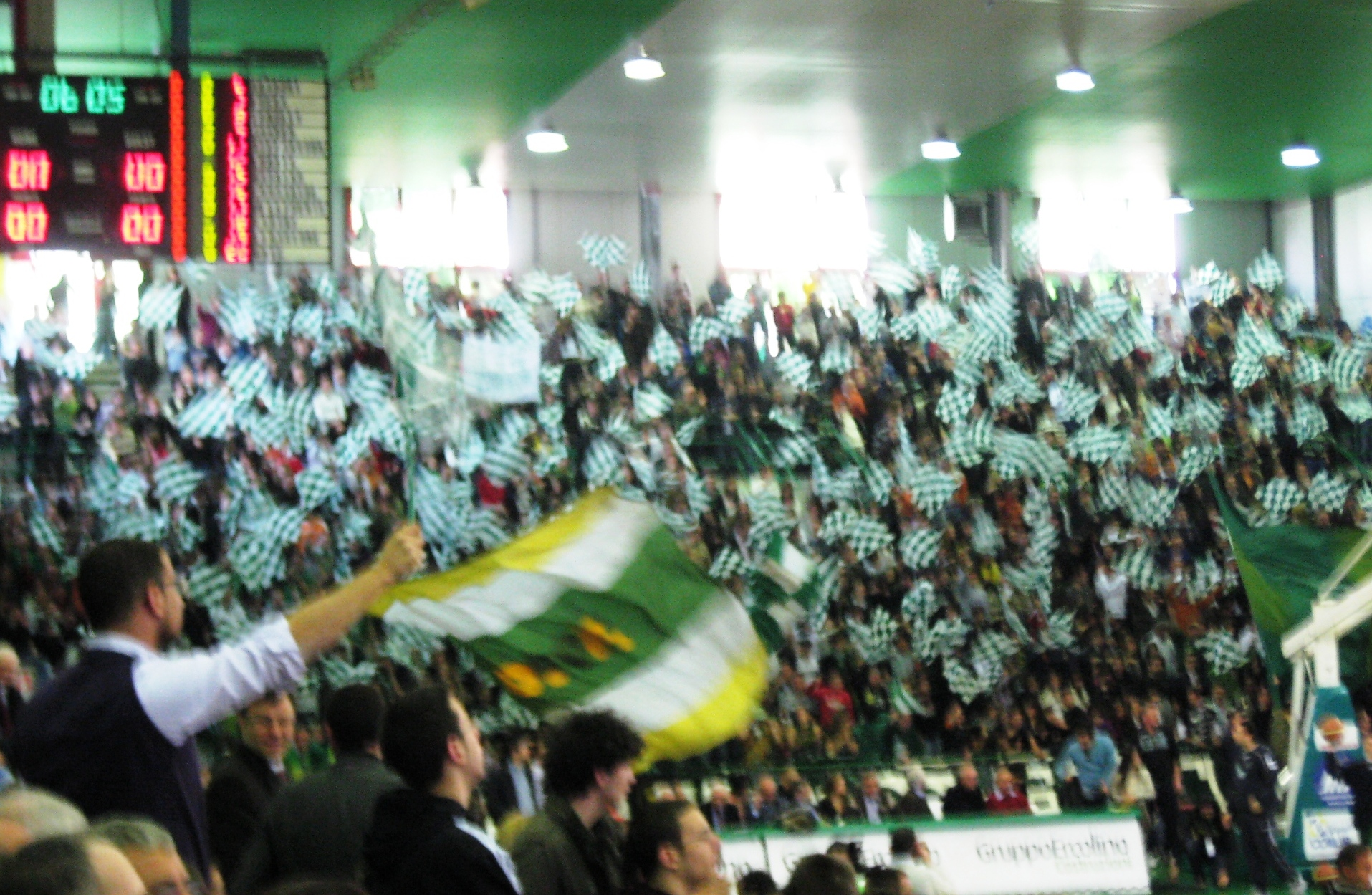
Gli Original Fans 1999, tifosi della Felice Scandone

- Macron (Abbigliamento)
- New Balance (Calzature)
- Pasta Baronia (1996-1997)
- Cirio (1997-1998)
- Select (1998-1999)
- Nicoloro (1999)
- De Vizia (1999-2002)
- A.IR. (2003-2011)
- Sidigas (2011-)

## Tifoseria

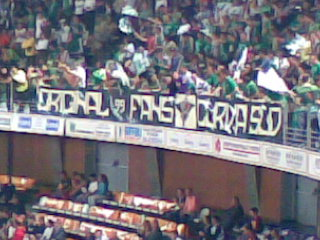
Gli Original Fans 1999 al PalaLottomatica

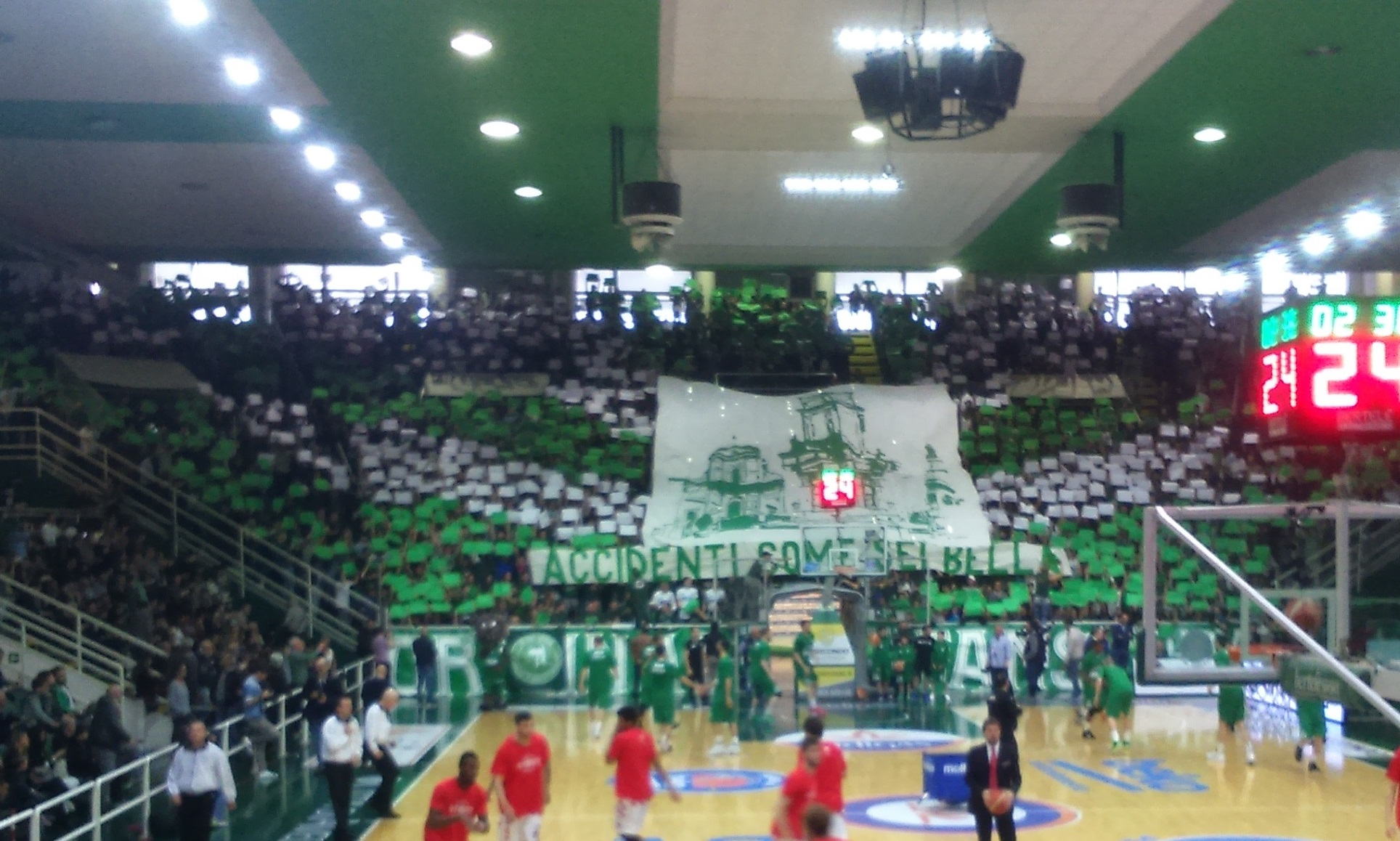
Gli Original Fans 1999 durante i play-off nel 2016

A lungo non è esistito un gruppo organizzato di tifosi al seguito della Scandone. Ma nel 1999 un gruppo di sostenitori decisero di dare vita al gruppo degli Original Fans 1999. Con la costruzione delle curve nel PalaDelMauro, nel corso del campionato 2000-01, gli ultras della Scandone si stabiliscono nella Curva Sud del palazzetto avellinese.
Rivalità di vecchia data con le tifoserie di Roseto, Napoli, e Fabriano e quelle più recente con Biella (in seguito alla rottura del gemellaggio). Buoni rapporti con Cantù e i sostenitori della Fortitudo Bologna, gemellaggio con gli ultrà di Scafati. Di recente è stato instaurato un gemellaggio con gli ultrà della Reyer Venezia, mentre sono peggiorati i rapporti con i tifosi della Virtus Roma, Pallacanestro Reggiana e Brindisi, con quest'ultimi allargata anche ai tifosi del calcio, presenti più volte in occasione delle partite disputate con i pugliesi sia in casa che in trasferta.
Anni fa esisteva un reciproco rispetto con la Juvecaserta poi mutato in una altrettanto forte rivalità. Tuttavia, negli anni recenti i rapporti tra le due tifoserie sono tornati ad essere amichevoli. Solidi legami, per le comune origini e la concittadinanza, con gli ultras del calcio Avellino.
In seguito al fallimento della Scandone, gli Original Fans 1999 si sciolgono ufficialmente il 3 ottobre 2021.